# Ken'ichi Suzumura
Kenichi Suzumura (鈴村 健一, Suzumura Kenichi) né le 12 septembre 1974 dans la préfecture de Niigata au Japon, est un seiyū, en activité depuis 1994; il est également chanteur du groupe J-pop Nazo no Shin Unit Starmen (謎の新ユニットＳＴＡ☆ＭＥＮ) et poursuis une carrière de chanteur solo sur le label Lantis depuis 2008.

## Biographie
En 2012, il quitte son agence Arts Vision au mois d'avril, il fonde INTENTION, une société de comédiens de doublage (seiyû) et commence à travailler à son compte le mois suivant.

## Vie privée
Il est marié à la chanteuse et seiyū Maaya Sakamoto depuis 2011,.

## Rôles notables (anime)
- aiolia du lion dans saint seyia
- Romani Archaman (ou Dr.Roman) dans Fate/Grand Order
- Koichi Kamiya/Babel II dans Babel II: Beyond the Infinity
- Kyoichi Kanzaki dans Boys be
- Katai Tayama dans Bungou Stray Dogs
- Genzo Wakabayashi dans Olive et Tom : Le Retour et Captain Tsubasa (Captain Tsubasa (2001 & 2018))
- Lavi dans D.Gray-man
- Kōichi Kimura dans Digimon Frontier
- Zack Fair dans Final Fantasy VII: Advent Children et Final Fantasy VII: Last Order
- Souler dans Fresh Pretty Cure!
- Reo dans Gakuen Alice
- Okita Sougo dans Gintama
- Sawada Shin dans Gokusen
- Shinn Asuka dans Gundam Seed Destiny
- Hideo Ozu dans Hand Maid May
- Shinichirō Isumi dans Hikaru no go
- Junpei Manaka dans Ichigo 100%
- Rakushun dans Les 12 royaumes (jūni kokuki)
- Shin Kudo dans Macross Zero
- Atori dans Noein
- Kousei Shimazaki dans Onegai Twins
- Hikaru Hitaichiin dans Ouran High School Host Club
- Kirik Lung dans Soul Eater
- Ayumu Narumi dans Spiral: suiri no kizuna
- George Ushiromiya dans Umineko no Naku Koro ni
- Shiro Kamui dans X
- Chika Akatsuki dans Zombie Loan
- Atsushi Nagai dans Close the Last Door
- Taki Shunsuke dans Gakuen Heaven
- Suzaku dans Shounen Onmyouji
- Yûshin Hirose dans Hiyokoi
- Thompson / Timber / Canterbury dans Black Butler (Kuroshitsuji)
- Hirasaka Renji dans Kamisama no Memo-chou
- Masato Hijirikawa dans Uta no Prince-sama
- Fujiwara Toki dans  Code: Breaker
- Rogue Cheney dans Fairy Tail
- Murasakibara Atsushi Kuroko's Basket
- Kokutou Mikiya dans Kara no Kyoukai
- Masato Hijirikawa Uta no Prince-sama Revolution (série animée)
- Tora Igarashi dans Kaichou wa Maid-sama
- Tsubaki Asahina dans Brothers Conflict
- Crowley Eusford dans Owari No Seraph
- Momotarou Mikoshiba dans Free! Eternal Summer

## Rôles notables (hors anime)
- Gippal dans Final Fantasy X-2
- Zack dans Crisis Core: Final Fantasy VII
- Demyx dans Kingdom Hearts 2
- Night Tenjō dans Lui ou rien ! (Zettai kareshi) (histoire en CD audio)
- Matsuoka Akira dans Cherry boy sakuen (histoire en CD audio)
- Elsword dans Elsword (jeux vidéo)
- Quan et Leif dans la série Fire Emblem
- Ryuutaros dans la série Kamen Rider Den-O et ses dérivés

## Sources
1. ↑  (ja) みなさまにご報告させていただきます
2. ↑  (ja) 坂本真綾と鈴村健一が結婚